# Hypocaustum
Hypocaustum (łac. hypocaustum z gr. ὑποκαυστός) – rzymski system centralnego ogrzewania / ogrzewania podłogowego. Stosowany od IV w. p.n.e. w starożytnej Grecji i od I w. p.n.e. w starożytnym Rzymie, a w średniowieczu między innymi w zamku w Malborku i prawdopodobnie w zamku w Szydłowie.
System hypocaustum wykorzystywano do ogrzewania domów, term publicznych i prywatnych gorącym powietrzem. Termin ten dosłownie oznacza „podogień”, od greckiego słowa hypo – poniżej lub pod spodem, i kaiein – spalić lub rozpalić ogień. W centralnym pomieszczeniu pod posadzką ustawiony był piec, który ogrzewał powietrze. Posadzkę układano na kamiennych lub ceglanych słupkach o wysokości ok. 80 cm. Przestrzeń między nimi tworzyła system kanałów wypełnianych gorącym powietrzem. Dodatkowo pomieszczenia były niekiedy ogrzewane przez kanały utworzone w ścianach wykonanych ze specjalnych pustaków.

## Działanie

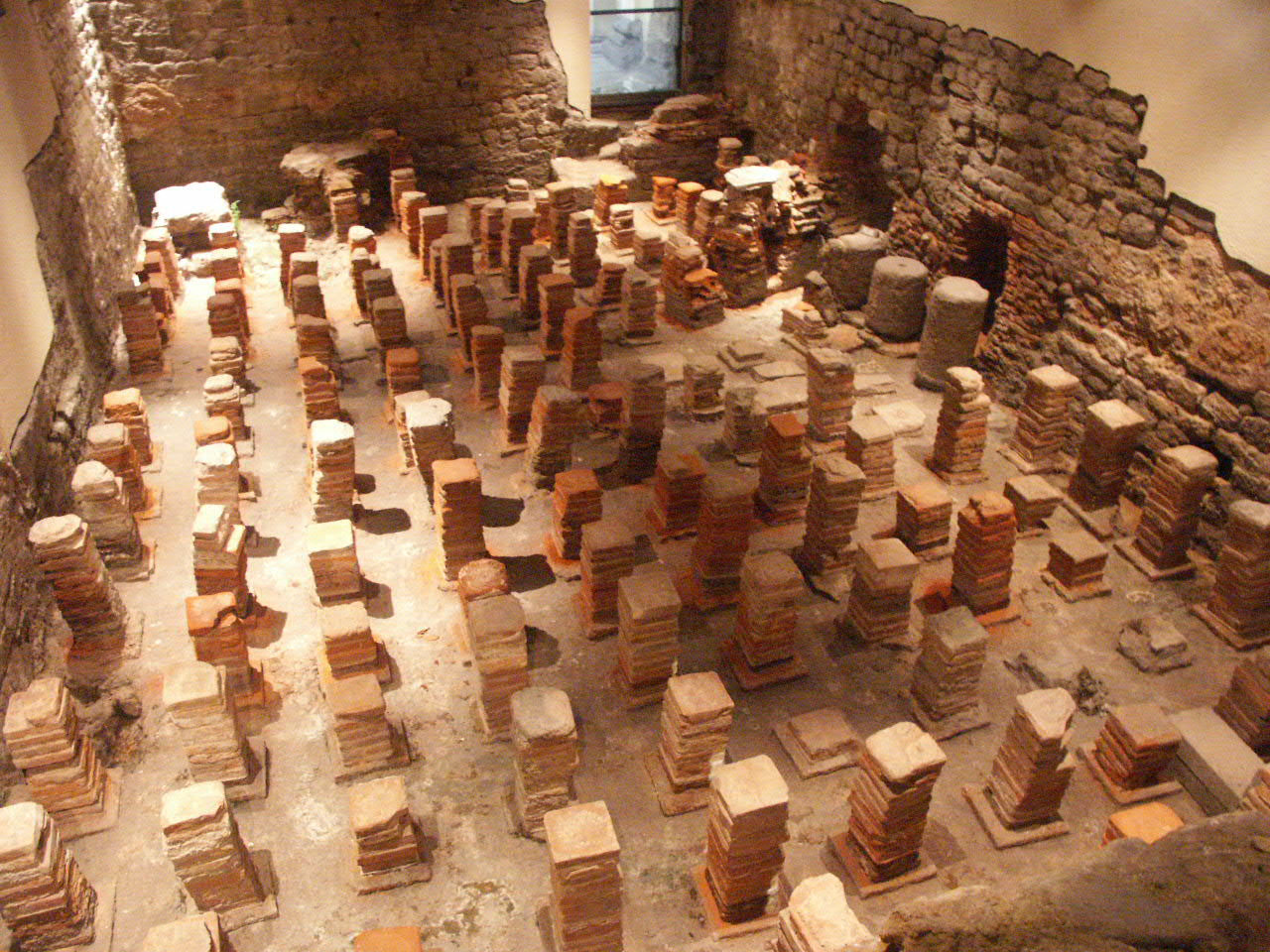
Caldarium rzymskich term w angielskim Bath (podłogę usunięto dla odsłonięcia przestrzeni, w której przepływa gorące powietrze)

Hypocausta były wykorzystywane do ogrzewania term i domów prywatnych. Wzniesiona wysoko podłoga opierała się na słupkach, zwanych pilae, na których układano stropy wyłożone warstwą płytek zalanych warstwą betonu, z drugą warstwą płytek na powierzchni. Przestrzenie pozostawione w ścianach służyły temu, aby gorące powietrze i dym z pieca mogły przejść przez nie i zostać wyprowadzone na zewnątrz przez ujścia przewodów w dachu. Dzięki temu gorące powietrze i dym nie przenikały do wnętrza pomieszczeń. Płytki ceramiczne umieszczano dla ogrzewania ścian. Pokoje wymagające największego ciepła położone były najbliżej pieca, którego ciepło można było zwiększać poprzez zwiększenie ilości paliwa. Uruchomienie hypocaustu było czynnością pracochłonną, wymagało stałego nadzoru. Ponieważ system był kosztowny w budowie i w użytkowaniu, wykorzystywano go głównie w prywatnych willach i w łaźniach publicznych. 
Witruwiusz (5,10,1 - 2) opisuje jego budowę i eksploatację: 

Nad paleniskiem należy umieścić trzy naczynia z brązu; jedno - caldarium na wodę gorącą, drugie - tepidarium na letnią, trzecie - frigidarium na zimną. Należy je tak umieścić, aby z tepidarium do caldarium wpływało tyle wody, ile stamtąd ciepłej wody ubyło; podobnie powinna przepływać woda z frigidarium do tepidarium. Dno basenu powinno być ogrzane przez wspólne palenisko. Wiszące podłogi w gorących łaźniach należy wykonać w następujący sposób. Przede wszystkim trzeba ułożyć na ziemi dachówki wielkości półtorej stopy, z takim nachyleniem ku palenisku, żeby piłka rzucona na podłogę nie mogła się zatrzymać, lecz sama staczała się w stronę paleniska; w ten sposób płomień będzie pod wiszącą podłogą łatwiej krążył. Na tej podłodze z dachówek trzeba ustawić słupki z ośmiocalowych cegieł i tak je rozmieścić, żeby można było na nich ułożyć dwustopowe dachówki. Słupki te, wykonane z gliny przerobionej z sierścią, powinny być wysokie na dwie stopy; na nich układa się dwu- stopowe dachówki, na których leży podłoga. (tłum. Kazimierz Feliks Kumaniecki)

dodając szczegółowe informacje dotyczące paliwa. Opisuje także urządzenie do regulacji ciepła – wentylator z brązu w kopule sufitu:

W środku sklepienia należy pozostawić otwór świetlny. Z otworu tego powinna zwisać na łańcuchach tarcza z brązu; podnosząc ją lub spuszczając reguluje się temperaturę pomieszczenia. Sam otwór powinien być okrągły, aby siła płomienia i pary równomiernie ze środka wokół się rozchodziła.

Za wynalazcę urządzenia uchodził Rzymianin Sergiusz Orata w początkach I wieku p.n.e., choć zapewne udoskonalił on jedynie wynalazek znany wcześniej w Grecji. Oratę jako pierwszego, który zastosował hypocaustum do ogrzewania basenu przeznaczonego do hodowli ryb i ostryg, wymieniają Waleriusz Maksymus i Pliniusz Starszy.
Wiele pozostałości hypocaustów przetrwało wśród ruin architektury rzymskiej w całej Europie, w zachodniej Azji i północnej Afryce. Hypocaust uważany jest za wynalazek, który poprawił higienę i warunki życia ludności, będąc zarazem poprzednikiem współczesnego centralnego ogrzewania. 
Wykopaliska w Mohendżo-Daro (w obecnym Pakistanie) odkryły konstrukcję hypocaustu wyłożonego cegłami i powlekanego asfaltem, co świadczy o jego istnieniu 2000 lat wcześniej od znanego najstarszego rzymskiego.

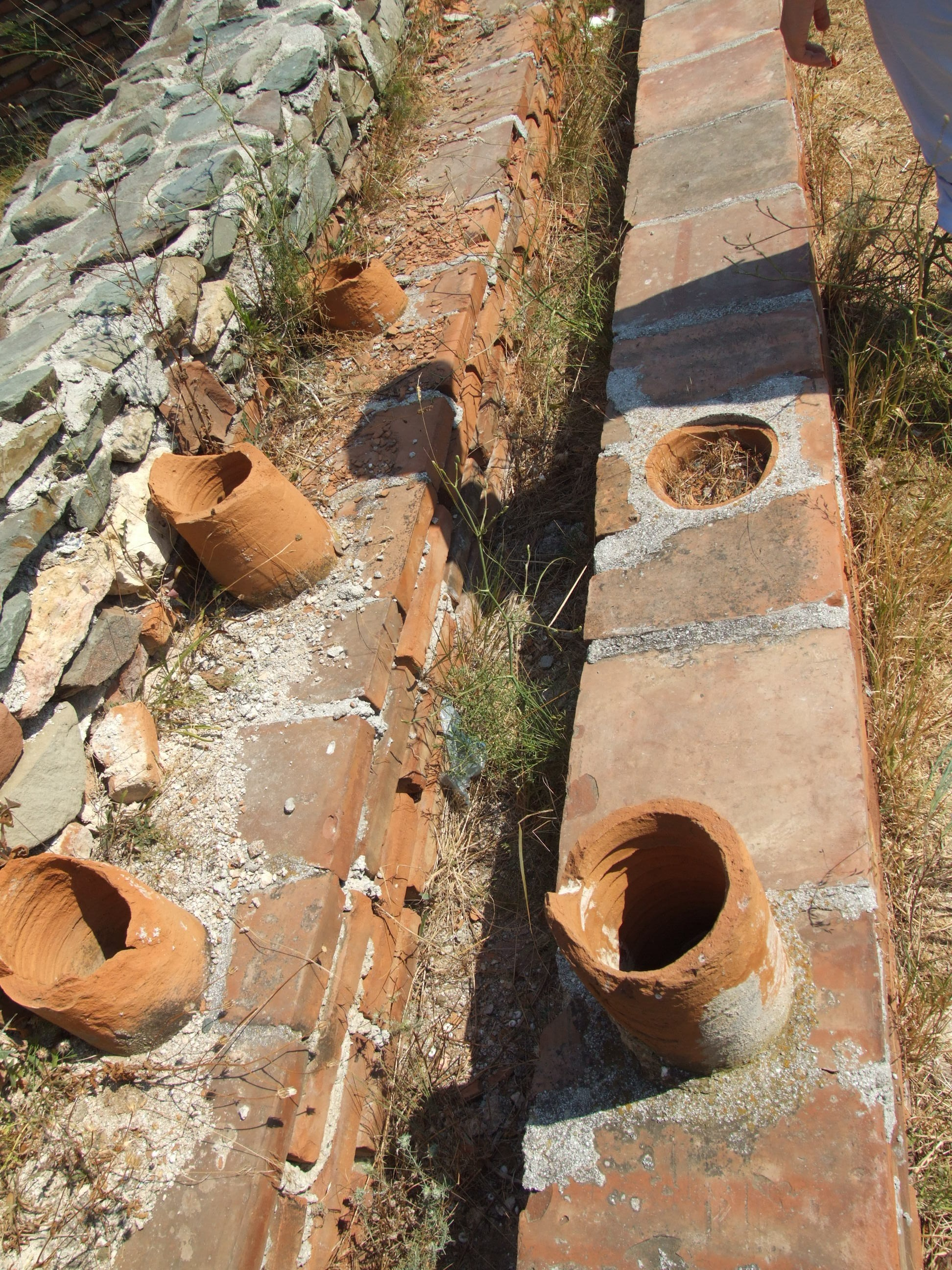
Ścienne kanały na gorące powietrze

## W czasach późniejszych
Hypocaustum średniowieczne różniło się od antycznego przede wszystkim dodaniem akumulatora ciepła, zazwyczaj w postaci kamieni. Na obszarze Polski korzystano z niego od XIII nawet do XVI w. – przejętego z zachodu i przyniesionego przez osadników germańskich oraz cystersów. Używano go początkowo w klasztorach, potem w zamkach (zamek krzyżacki w Malborku). Około XIV w. system ten zaczęły wypierać tańsze w budowie i eksploatacji piece kaflowe.
Podobny do hypocaustu ondol niekiedy używany jest w tradycyjnych domach koreańskich.